# Grotta di Lourdes (Monteforte d'Alpone)
La Grotta di Lourdes è un oratorio all’aperto della chiesa parrocchiale di Brognoligo, frazione del Comune di Monteforte d'Alpone in provincia di Verona e diocesi di Vicenza; fa parte del vicariato di San Bonifacio-Montecchia di Crosara, più precisamente dell'Unità Pastorale Alpone.
È una riproduzione, seppure di dimensioni minori rispetto all'originale, della grotta di Massabielle presente a Lourdes.

## Storia
L’11 febbraio 1944, anniversario della prima apparizione della Beata Vergine Maria a Lourdes, la popolazione di Brognoligo fece un voto alla Madonna per essere salvata dalle rovine della Seconda Guerra Mondiale.
Finito il conflitto, si decise di erigere una riproduzione della grotta di Massabielle poco sopra la chiesa parrocchiale e l’asilo, sulla strada che porta a Fittà.
A progettare l’opera fu il Beato fra Claudio Granzotto del convento della Pieve di Chiampo. Proprio a Brognoligo, tra maggio e luglio 1947 il religioso francescano comincerà a stare poco bene a causa del tumore cerebrale che lo porterà alla morte nella notte del 15 agosto dello stesso anno. Per questo lasciò nelle mani della comunità il progetto per terminare i lavori, oggi visibile in una teca presso il locale a lui dedicato nella chiesa parrocchiale di Brognoligo.
L’opera fu inaugurata l’8 settembre 1948, festa della Madonna di Monte Berico .

## Descrizione
L’area in cui si trova l’opera è recintata, ma sempre aperta. Si accede dalla strada salendo alcuni gradini, accedendo così allo spiazzo in leggera pendenza, dove sono collocate due file di banchi con inginocchiatoi.
A sinistra della grotta è presente la sacrestia e due rubinetti d’acqua che ricordano le parole della Vergine a Lourdes il 25 febbraio 1858: “Andate alla fontana a bere e a lavarvi”. Nei pressi vi è la statua di santa Bernadette Soubirous in ginocchio, rivolta verso l’Immacolata.
L’ingresso alla grotta vera e propria è protetto da una cancellata. In essa è collocato l’altare per la celebrazione della Santa Messa, mentre alla sua destra vi sono degli ex voto in ringraziamento verso la Madonna.

In alto a destra è collocata la statua della Vergine Immacolata con, sottostante, la scritta in dialetto guascone traducibile come Io sono l’Immacolata Concezione, mentre sopra la grotta vi è una grande croce, di notte luminosa.
A destra rispetto alla grotta vi è la statua del Beato fra Claudio Granzotto.
Nel settembre 2023 sono stati festeggiati i settantacinque anni dall’inaugurazione dell’opera.

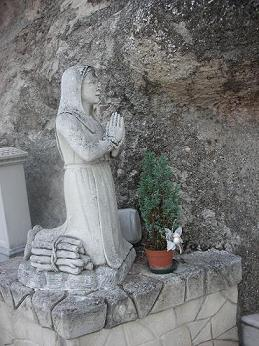
Statua di Santa Bernadette.
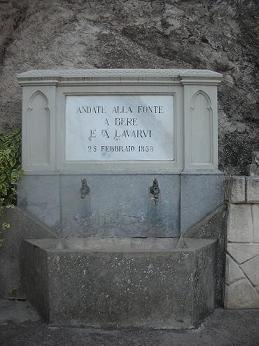
I due rubinetti.
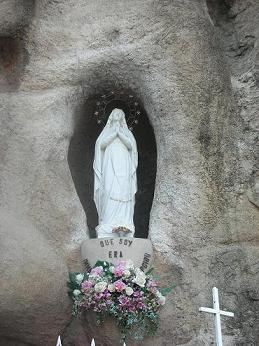
Statua di Nostra Signora di Lourdes.
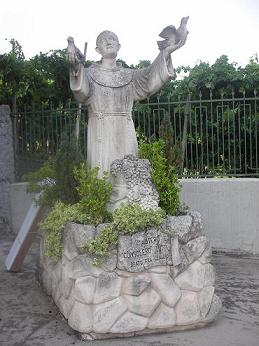
Statua del Beato fra Claudio Granzotto.